# Corallus
Corallus es un género de serpientes de la familia de las boas (Boidae). Incluye a nueve especies arbóreas que se distribuyen por la región Neotropical.

## Descripción
Todos los miembros de este género son largos, ligeramente aplanados lateralmente y tienen cuerpos delgados con cabezas grandes. Por lo general, tienen ojos relativamente grandes, aunque esto es menos pronunciado en las especies más grandes, como la boa esmeralda, Corallus caninus. Los dientes anteriores son muy alargados, a menudo son varias veces la longitud que se esperaría de serpientes de su tamaño. Estos se utilizan para penetrar capas de plumas al momento de agarrar firmemente a las aves, su presa principal. Todos los miembros del género son nocturnos y tienen un gran número de fosas termorreceptivas muy pronunciadas que se ubican entre las escamas labiales.

## Distribución y hábitat
Las especies del género Corallus se encuentran en América Central, América del Sur y las Indias Occidentales. En Centroamérica se encuentran en Honduras, el este de Guatemala a través de Nicaragua, Costa Rica y Panamá. El rango del género en América del Sur incluye el Pacífico de Colombia y Ecuador, así como la cuenca del Amazonas desde Colombia, Ecuador, Perú y el norte de Bolivia a través de Brasil hasta Venezuela, Isla Margarita, Trinidad y Tobago, Guyana, Surinam y Guayana Francesa. En las Indias Occidentales se encuentra en San Vicente y las Granadinas (Islas Bequia, Quatre, Baliceaux, Mustique, Canouan, Maryeau, Unión, Pequeña Martinica y Carriacou), Granada y las Islas de Barlovento (Antillas Menores).

## Especies
A partir de 2017, se reconocen nueve especies en este género. Corallus annulatus se trataba anteriormente como una subespecie, pero ahora se trata como una especie por derecho propio.
- Corallus annulatus (Cope, 1876)
- Corallus batesii (Gray, 1860)
- Corallus blombergi (Rendahl & Vestergren, 1941)
- Corallus caninus (Linnaeus, 1758)
- Corallus cookii (Gray, 1842)
- Corallus cropanii (Hoge, 1953)
- Corallus grenadensis (Barbour, 1914)
- Corallus hortulanus (Linnaeus, 1758)
- Corallus ruschenbergerii (Cope, 1876)

### Especies extintas
Una especie fósil, Corallus priscus, fue descrita en Brasil en 2001.